# Thái Nguyên (Stadt)

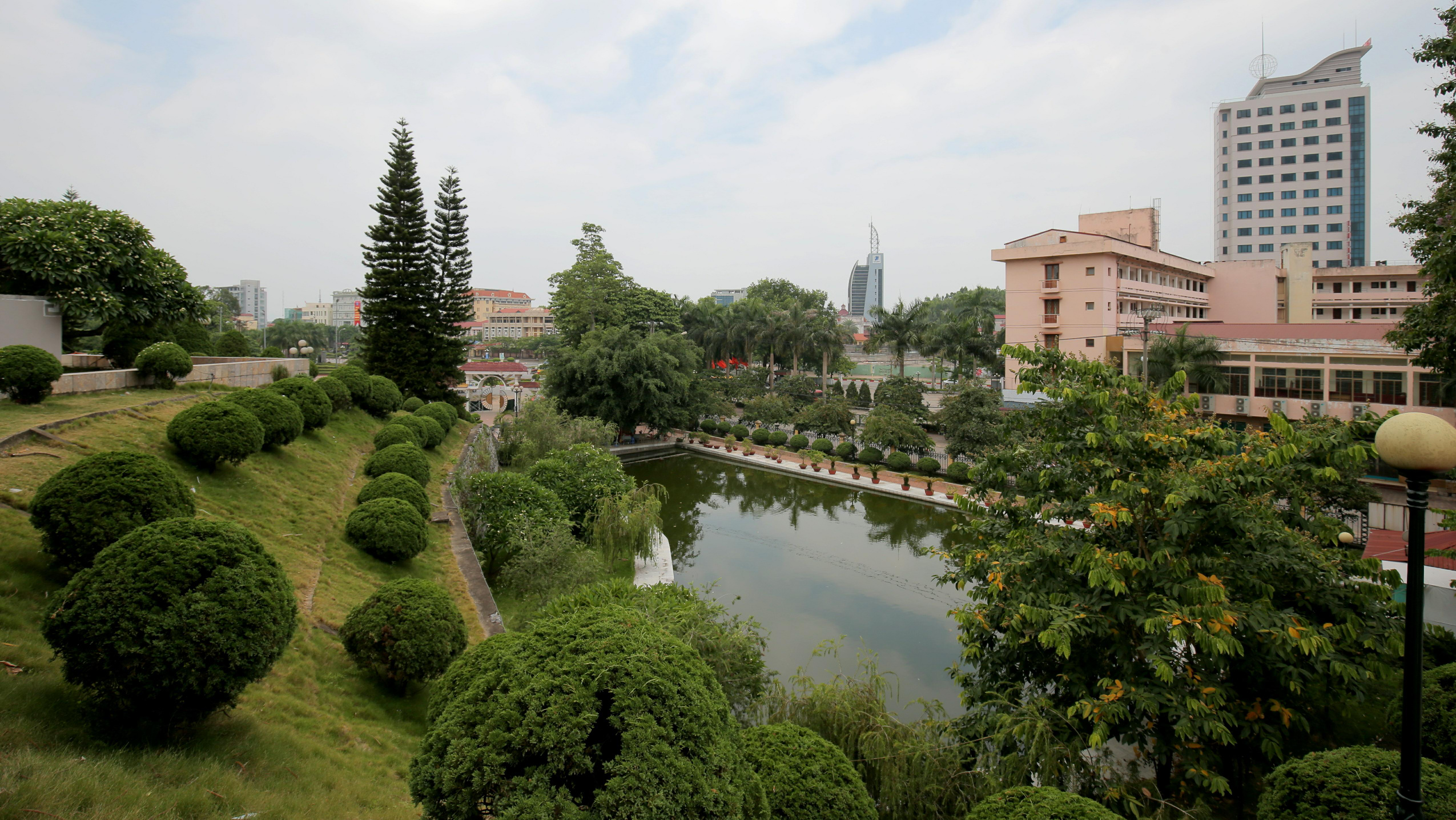
Blick auf die Stadt

Thái Nguyên ist eine Stadt in der Provinz Thái Nguyên in Vietnam. Sie liegt am Ufer des Flusses Cầu. Beim Zensus 2009 lag die Einwohnerzahl der Kernstadt bei 199.732 (Zensus 1999: 154.274). Die bezirksfreie Stadt Thái Nguyên hatte 2009 eine Einwohnerzahl von 307.318. Die Stadt bildet den Sitz der Verwaltung der gleichnamigen Provinz Thái Nguyên. Die Stadt ist in 11 Kommunen gegliedert und besitzt den Status einer Provinzstadt der 1. Klasse.

## Geschichte
Die Stadt spielte eine wichtige Rolle in den Unabhängigkeitskämpfen Vietnams während der französischen Kolonialzeit. Der Aufstand von Thái Nguyên im Jahr 1917 war der „größte und zerstörerischste“ antikoloniale Aufstand in Französisch-Indochina zwischen der Befriedung von Tonkin in den 1880er Jahren und dem Aufstand von Nghe-Tinh in den Jahren 1930/31. Im August 1917 meuterten vietnamesische Gefängniswärter des Gefängnisses von Thái Nguyên, dem größten Gefängnis der Region. Mit Hilfe der freigelassenen Insassen – sowohl gewöhnliche Kriminelle als auch politische Gefangene – und Waffen, die aus dem Provinzarsenal erbeutet wurden, konnten die Rebellen die Kontrolle über die örtliche Verwaltung übernehmen. Der Aufstand konnte erst nach 6 Monaten von den Franzosen niedergeschlagen werden.
Während des Ersten Indochina-Krieges spielte die Provinz eine wichtige Rolle als sicherer Rückzugsort für die Việt Minh. 1956 wurde die Stadt zum Hauptquartier der nördlichsten Militärregion namens Viet Bắc bis zur Wiedervereinigung 1975.
Die ursprüngliche Kleinstadt wurde 1962 zu einer Stadt erhoben.

## Wirtschaft
Die Stadt ist bekannt für ihren grünen Tee, der in der Umgebung angebaut wird und von der Stadt aus ins Ausland exportiert wird. Im Jahr 1962 wurde die Stadt durch eine Bahnstrecke von Hanoi erschlossen. Mit der Gründung der Thái Nguyên Iron & Steel Company (TISCO) im Jahr 1959 wurde die Stadt auch zum Zentrum einer aufstrebenden metallurgischen Industrie. Das neue Werk produzierte im November 1963 ihr erstes Gusseisen. Bereits wenige Wochen nach Ende der amerikanischen Luftangriffe begannen Fachkräfte aus der DDR Wiederaufbauhilfe zu leisten. 2009 wurde sie von einem vollständig staatlichen Unternehmen in eine teilweise privatisierte Aktiengesellschaft umgewandelt. 2019  wurde das Unternehmen zahlungsunfähig.

## Bildung
Die Thái Nguyên-Universität (TNU) ist eines der wichtigsten regionalen Universitätssysteme in Vietnam und bedient die gesamte nördliche Bergregion mit mehr Ablegern als jede andere Stadtuniversität außer denen von Hanoi und Ho-Chi-Minh-Stadt. 1994 wurden diese vielen Lernzentren unter einer allgemeinen Verwaltung zusammengefasst. Zu ihr gehören sieben Hochschulen (Colleges), eine Schule für Fremdsprachen und eine Internationale Schule.

## Persönlichkeiten
- Vũ Thị Hương (* 1986), Sprinterin

## Galerie

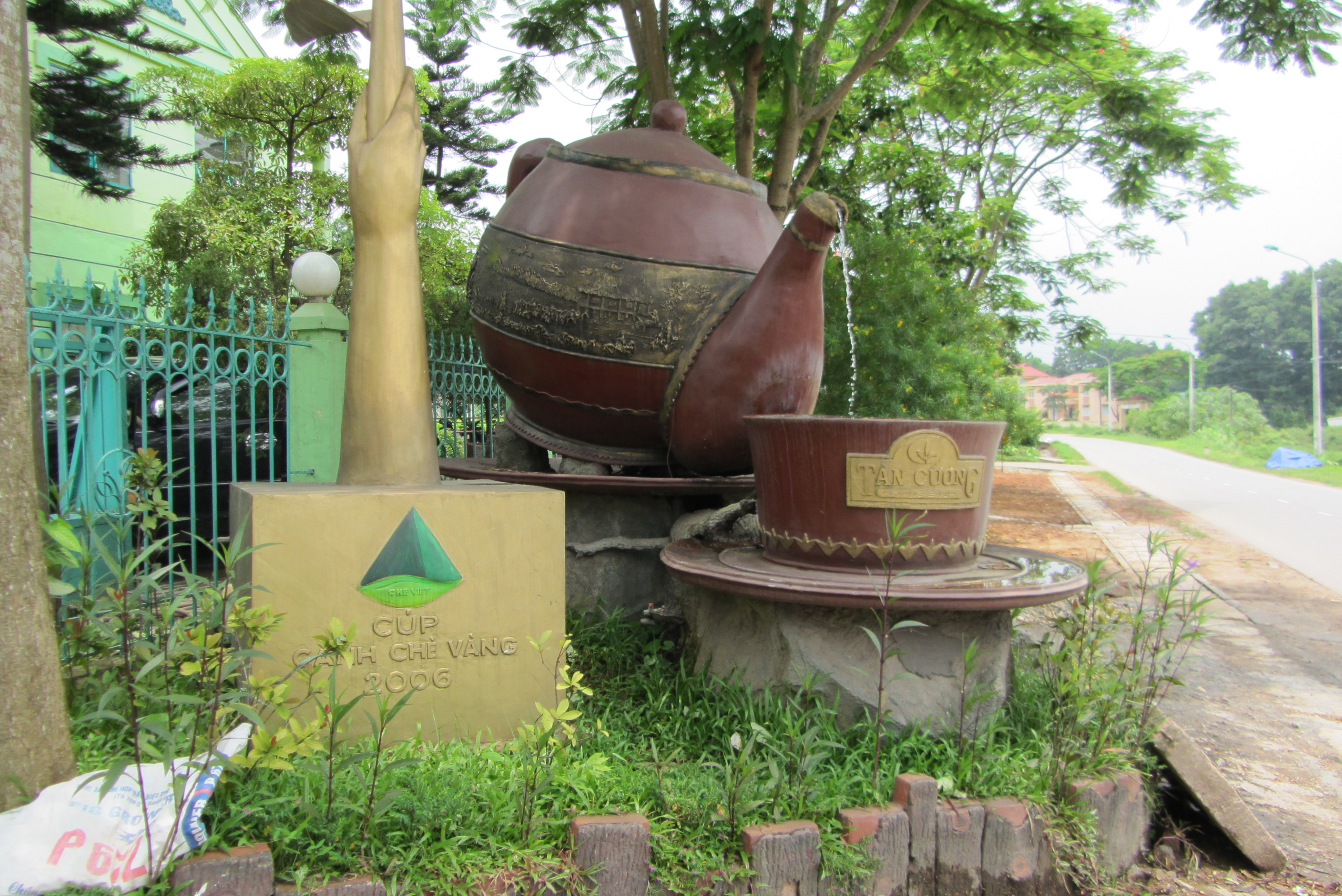
Tân Cương Tea Company
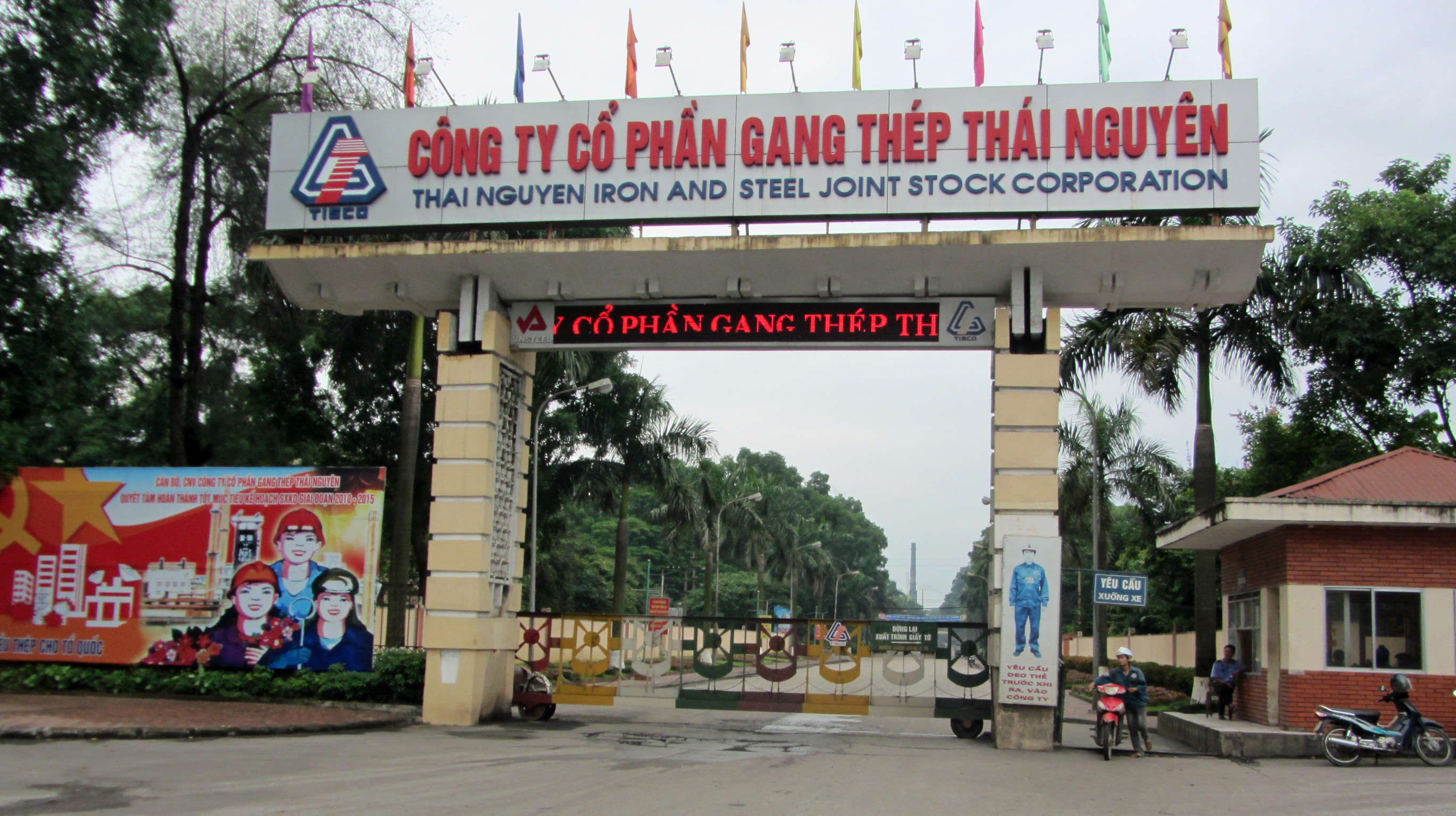
Thái Nguyên Iron & Steel Company
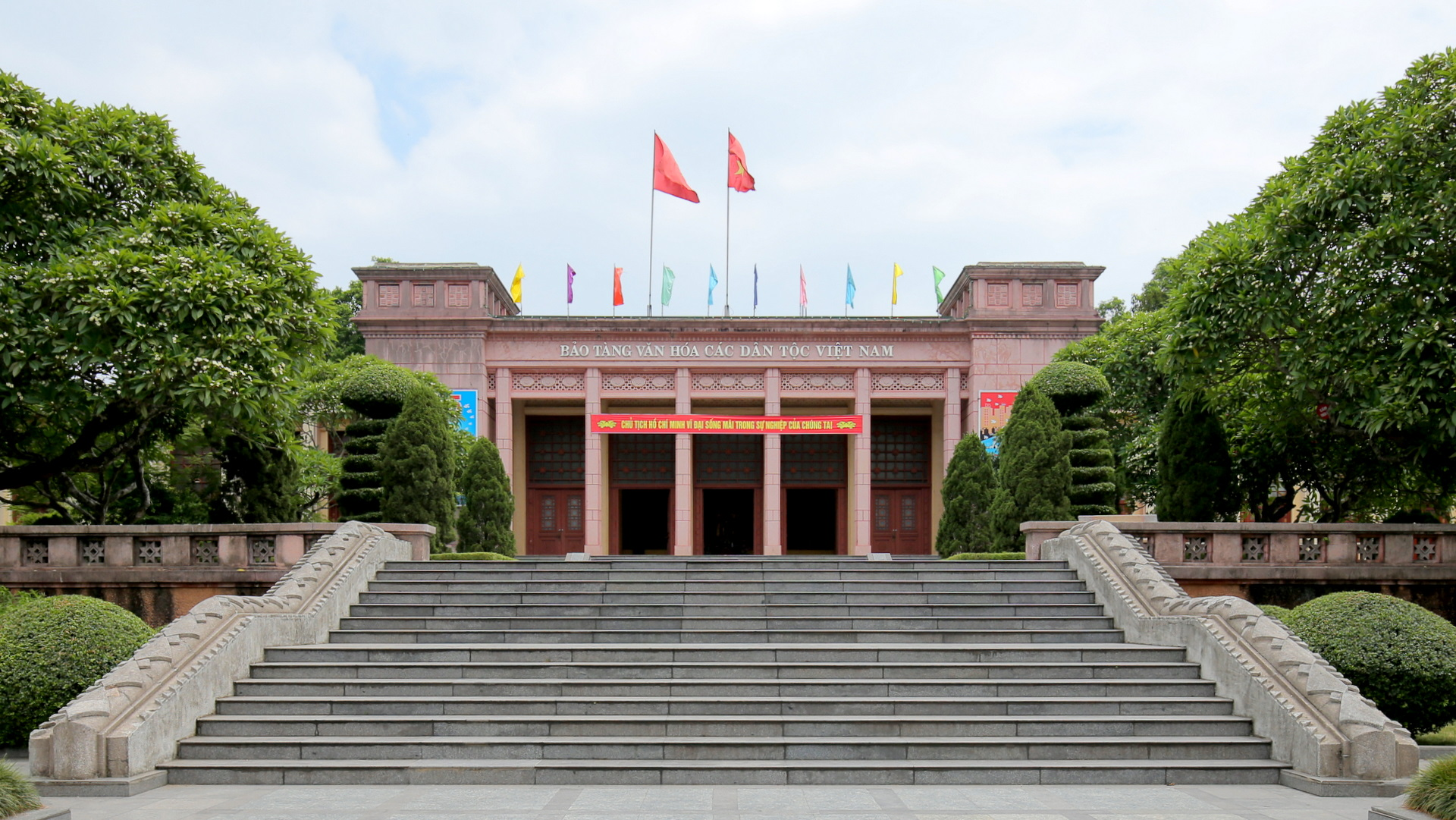
Museum der ethnischen Kulturen
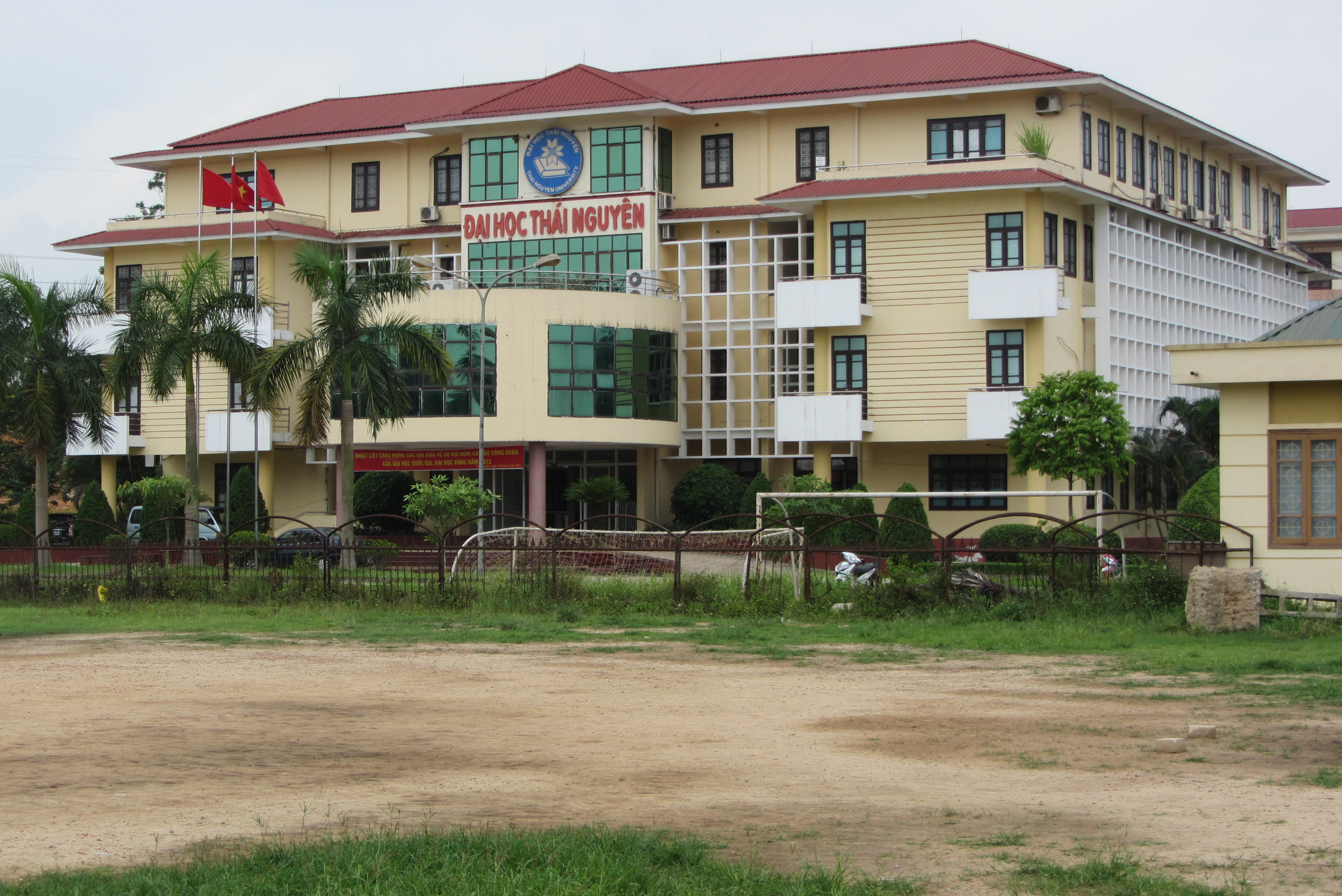
Thái Nguyên-Universität